# اینیاتسیو دولچه
اینیاتسیو دولچه (ایتالیایی: Ignazio Dolce؛ زادهٔ ۲۶ مارس ۱۹۳۳) یک کارگردان فیلم و بازیگر اهل ایتالیا است.
از فیلم‌هایی که وی در آن نقش داشته‌است، می‌توان به کشتار، دورو، عهد عتیق، غول رودس، مردان خشن و آخرین روزهای پمپئی اشاره کرد.